# روبرت ستيوارت (لاعب كرة قدم أمريكية)
روبرت ستيوارت (بالإنجليزية: Robert Stewart)‏ هو لاعب كرة قدم أمريكية أمريكي، ولد في 2 أبريل 1967 في آشفورد في الولايات المتحدة.

## وصلات خارجية
- روبرت ستيوارت على موقع JustSportsStats.com (الإنجليزية)